# Монастір (вілаєт)
Монастір (араб. ولاية المنستير‎‎) — вілаєт Тунісу. Адміністративний центр — м. Монастір. Площа — 1 019 км2. Населення — 494 900 осіб (2007).

## Географічне положення
Розташований в східній частині країни. На північному заході межує з вілаєтом Сус, на півдні — з вілаєтом Махдія. На північному сході омивається водами Середземного моря.

## Адміністративний поділ
Вілаєт Монастір ділиться на 13 округів:
- Бекальта (Bekalta)
- Бенбла (Bembla)
- Бені-Хассен (Beni Hassen)
- Джеммаль (Jemmal)
- Ксар-Хелляль (Ksar Hellal)
- Ксібет-ель-Медіуні (Ksibet el-Médiouni)
- Мокнін (Moknine)
- Монастір (Monastir)
- Варданін (Ouerdanine)
- Сахлін (Sahline)
- Саяда (Sayada)
- Тебульба (Téboulba)
- Зерамдін (Zéramdine)

## Населені пункти
- Монастір
- Амірет-ель-Фхуль
- Амірет-ель-Ходжадж
- Амірет-Туазра
- Бекальта
- Бенбла
- Бені-Хассен
- Беннан
- Бухджар
- Шерахіль
- Ель-Масдур
- Кенада
- Джеммаль
- Заув'єт-Контеш
- Зерамдін
- Ксар-Хелляль
- Ксібет-ель-Медіуні
- Лямта
- Мензель-ен-Нур
- Мензель-Фарсі
- Мензель-Хайят
- Мензель-Камель
- Мокнін
- Варданін
- Сахлін
- Саяда
- Тебульба
- Туза
- Хніс